# تروریسم شهری
تروریسم شهری (انگلیسی: Urban terrorism) به معنی استفاده هدفمند از تروریسم در منطقه شهری است تا بیشترین آسیب، جراحت، مرگ یا آسیب به اموال را ایجاد کند. از آنجا که مناطق شهری دارای تراکم جمعیت بیشتر نسبت به محدوده روستایی هستند، هدف قرار دادن این مناطق می‌تواند تأثیر حمله تروریستی را به حداکثر برساند.

## نمونه‌ها
مثالها و چشم‌انداز در این مقاله اساساً به ایالات متحده مربوط می‌شود و نقطه نظر جهانی در مورد موضوع را بیان نمی‌کند.

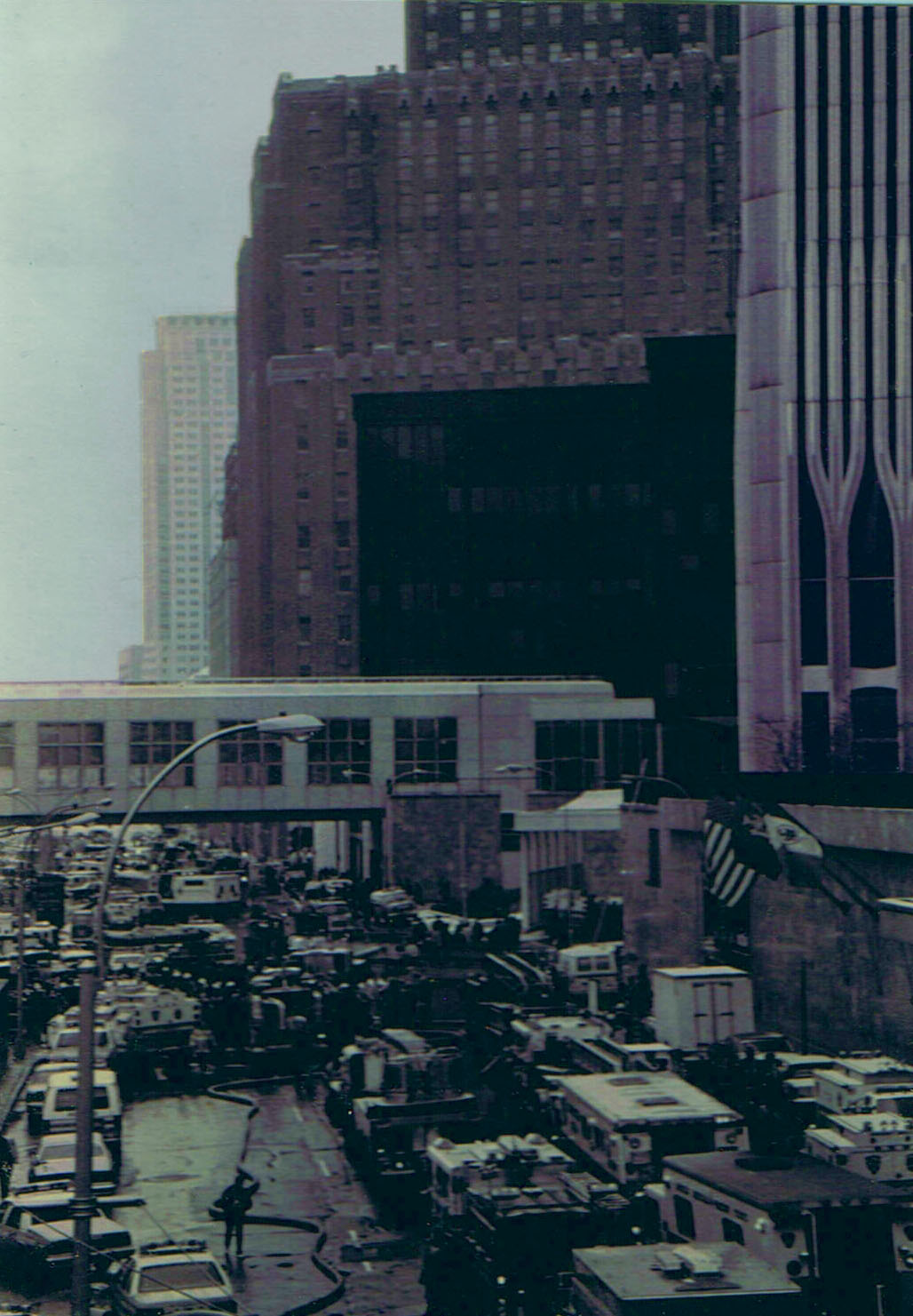
تجمع وسایل نقلیه اورژانس بلافاصله پس از بمب‌گذاری سال ۱۹۹۳

اقدامات تروریستی شهری مختلفی در دوران اخیر صورت گرفته‌است از جمله خودروی بمبگذاری شده، جلیقه‌های انفجاری و در مورد حملات ۱۱ سپتامبر، هواپیماهای ربوده شده استفاده شده‌است.

### فوریه ۲۶، ۱۹۹۳ بمب‌گذاری در مرکز تجارت جهانی
در ۲۶ فوریه ۱۹۹۳، ساعت ۱۲:۱۷، یک کامیون رایدر حاوی ۱۵۰۰ پوند (۶۸۰ کیلوگرم) مواد منفجره، توسط رمزی یوسف که در گاراژ زیرزمینی برج شمالی در منهتن پایین، نیویورک، در ایالات متحده پارک شده بود، منفجر شد. این انفجار یک حفره به ابعاد ۱۰۰ پا (۳۰ متر) را در پنج طبقه زیرین ایجاد کرد که بزرگترین آسیب در طبقه‌های B1 و B2 و آسیب جدی ساختاری در طبقه B3 ایجاد کرد.
در این حادثه شش نفر کشته شدند، بیش از ۱۰۰۰ نفر زخمی و ۵۰٬۰۰۰ کارگر و بازدید کننده دیگر در این ساختمان ۱۱۰ طبقه به دنبال استنشاق هوا بودند. بسیاری از مردم درون برج شمالی مجبور شدند راه پله‌های تاریک را که حاوی روشنایی اضطراری نبودند طی کنند، تعدادی از آنها نیز دو ساعت یا بیشتر برای رسیدن به محل امن وقت صرف کردند.
یوسف پس از بمب‌گذاری به پاکستان فرار کرد اما در فوریه ۱۹۹۵ در اسلام‌آباد دستگیر شد و برای محاکمه در دادگاه به ایالات متحده منتقل شد. شیخ عمر عبدالرحمان در سال ۱۹۹۶ برای شرکت در این بمب‌گذاری و همچنین سایر توطئه‌ها محکوم شد. یوسف و ایاد اسمویل در نوامبر ۱۹۹۷ برای انجام بمب‌گذاری محکوم شدند. چهار نفر دیگر در ماه مه ۱۹۹۴ برای شرکت در این بمب‌گذاری سال ۱۹۹۳، مجرم شناخته شدند. بر اساس گفته یک قاضی، هدف اصلی توطئه گران در زمان حمله این بوده که برج شمالی را بی‌ثبات سازد و آن را به سمت برج جنوبی تخریب کند و هر دو ساختمان را نابود کند.

### حملات ۱۱ سپتامبر ۲۰۰۱
حملات ۱۱ سپتامبر (که اغلب به ۱۱ سپتامبر یا ۹/۱۱ معروف است) یک سری حملات انتحاری هماهنگ شده بود که توسط القاعده انجام شد. صبح آن روز، ۱۹ تروریست القاعده، چهار هواپیمای مسافربری جت مسافربری را ربودند. هواپیماربایان عمداً دو هواپیمای مسافربری را به برجهای دوقلو مرکز تجارت جهانی (۲۰۰۱–۱۹۷۳) در شهر نیویورک زدند، همه سرنشینان هواپیما و بسیاری دیگر که در این ساختمان‌ها کار می‌کردند، کشته شدند. هر دو ساختمان در عرض دو ساعت فروریخت، ساختمان‌های مجاور را ویران کرد و به دیگران نیز آسیب رساند. هواپیماربایان هواپیمای سوم را به پنتاگون که در منطقه آرلینگتون، ویرجینیا، در خارج از واشینگتن دی سی واقع شده‌است، زدند. هواپیمای چهارم در یک مزرعه در نزدیکی شنکس ویل در مناطق روستایی پنسیلوانیا سقوط کرد. برخی از مسافران این هواپیما و خدمه پرواز آن سعی در بازپس گرفتن کنترل هواپیما از دست هواپیماربایان را داشتند که قصد داشتند آنرا به سمت واشینگتن دی سی برده و آنرا به ساختمان کنگره ایالات متحده بزنند. هیچ‌کس از این چهار هواپیما نجات پیدا نکرد.
تعداد تلفات این حملات ۲۹۹۹ نفر بود که شامل ۱۹ نفر هواپیما ربا نیز می‌شد. اکثریت قریب به اتفاق تلفات این حادثه از غیرنظامیان بودند، از جمله اتباع بیش از ۷۰ کشور جهان. علاوه بر این، یک نفر به گفته یک متخصص پزشکی از بیماری تنفسی که در معرض انتشار گرد و غبار ناشی از فروپاشی مرکز تجارت جهانی قرار گرفته بود، فوت کرده‌است.

### ۱۵ آوریل ۲۰۱۳ بمب‌گذاری ماراتون بوستون
در ۱۵ آوریل ۲۰۱۳، بسته‌های انفجاری در نزدیکی خط پایان شلوغ ماراتن بوستون که در ۲۳۸ مین سالگرد روز پاتریوت برگزار شد، منفجر شد. دو انفجار در حالیکه ۴ ساعت و ۹ دقیقه از زمان مسابقه گذشته بود، دو بمب به فاصله زمانی تقریبی ده ثانیه منفجر شدند. در این حادثه سه نفر، از جمله یک کودک ۸ ساله کشته شدند. مقامات اف‌بی‌آی در روز سه شنبه در یک کنفرانس مطبوعاتی گفتند حداقل ۱۷۰ نفر زخمی شدند و طبق آخرین گزارش‌ها، هفده نفر از آنها جراحت سنگین برداشتند. در این زمان ادعای مسئولیتی وجود ندارد. مظنونین این حادثه و انگیزه آنان هنوز روشن نیست.